# Hermanus Bernardus Antonius Kaufmann
Hermanus Bernardus Antonius Kaufmann (Tubbergen, 25 november 1893 – 28 januari 1978) was een Nederlands politicus. 
Hij werd geboren als zoon van Herman Albert Kaufmann (ca. 1846-1901) en Maria Mensink (1850-1920). Zijn in Pruisen geboren vader was winkelier. Zelf was hij aan het begin van zijn carrière volontair bij de gemeente Tubbergen. Daarna werd hij ambtenaar ter secretarie; eerst in Grootebroek en vervolgens in Kerkrade. Kaufmann trad in 1919 in dienst bij de gemeente Hoensbroek waar hij drie jaar later J. Hamers opvolgde als gemeentesecretaris. Eind 1946 werd Kaufmann benoemd tot burgemeester van Borne. Hij zou die functie blijven vervullen tot zijn pensionering in 1958. Kaufmann verhuisde naar Nijmegen en overleed begin 1978 op 84-jarige leeftijd.